# Ding! Dong! Merrily on High

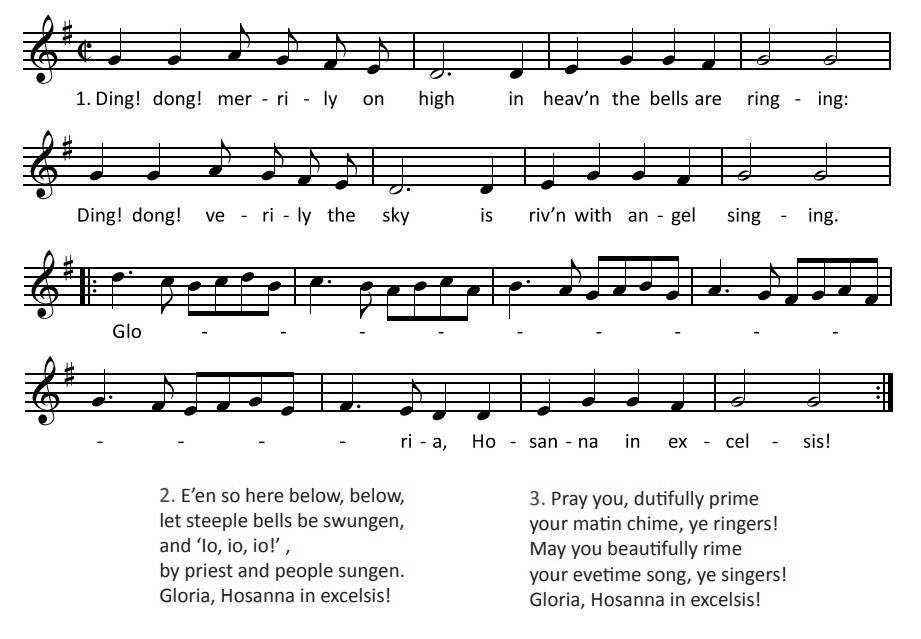
Ding! Dong! Merrily on High

Ding! Dong! Merrily on High (Ding, dong, fröhlich in der Höh’, Ding! Dong! Fröhlich allezeit, Hosanna in excelsis) ist ein englisches Weihnachtslied. Seine ungestüm-fröhliche Melodie erklingt zu den im Himmel erklingenden Glocken, die die Geburt des Heilands, Jesu Christi, feiern. Sein Kehrvers ist das lateinische Gloria, Hosanna in excelsis!
Der Text stammt von George Ratcliffe Woodward (1848–1934) aus dem 20. Jahrhundert, während die Melodie ein französischer Tanz aus dem 16. Jahrhundert ist. Das Weihnachtslied erschien zuerst 1924.
Die Melodie erschien zuerst für einen unter der Bezeichnung le branle de l’Official bekannten weltlichen Tanz in dem Werk Orchésographie (1589), einem Tanzbuch von Thoinot Arbeau (Pseudonym für Jehan Tabourot, 1519–1593).
Ein weitverbreiteter Chorsatz stammt von Charles Wood. Neuere Bearbeitungen stammen von Mack Wilberg, dem Musikdirektor des Mormon Tabernacle Choir, und von David Willcocks.

## Text und Melodie
Ding! dong! merrily on high

In heav’n the bells are ringing:

Ding dong! verily the sky

Is riv’n with angel singing.

—Gloria, Hosanna in excelsis!

E’en so here below, below,

Let steeple bells be swungen,

And „I-o, i-o, i-o!“

By priest and people sungen.

—Gloria, Hosanna in excelsis!

Pray you, dutifully prime

Your matin chime, ye ringers;

May you beautifully rime

Your evetime song, ye singers.

—Gloria, Hosanna in excelsis!
Ding, dong, fröhlich in der Höh’,

im Himmel erklingen die Glocken.

Ding, dong, wahrlich ist der Himmel

vom Engelsgesang erfüllt.

–Gloria, Hosanna in excelsis!

Auch hier unten

lasst die Glocken im Kirchturm schwingen

Und „ei-o, ei-o, ei-o!“

von Priester und Gemeinde singen.

–Gloria, Hosanna in excelsis!

Wir bitten Euch, Glockenläuter,

Eure Morgenglocken brav zu läuten;

Lasst Eure Liedverse am Abend

schön reimen, Ihr Sänger.

–Gloria, Hosanna in excelsis!